# Lower Dean
Lower Dean – wieś w Anglii, w hrabstwie ceremonialnym Bedfordshire, w dystrykcie (unitary authority) Bedford. Leży 20 km na północ od centrum miasta Bedford i 92 km na północ od centrum Londynu.